# Женщина из Харальдскера

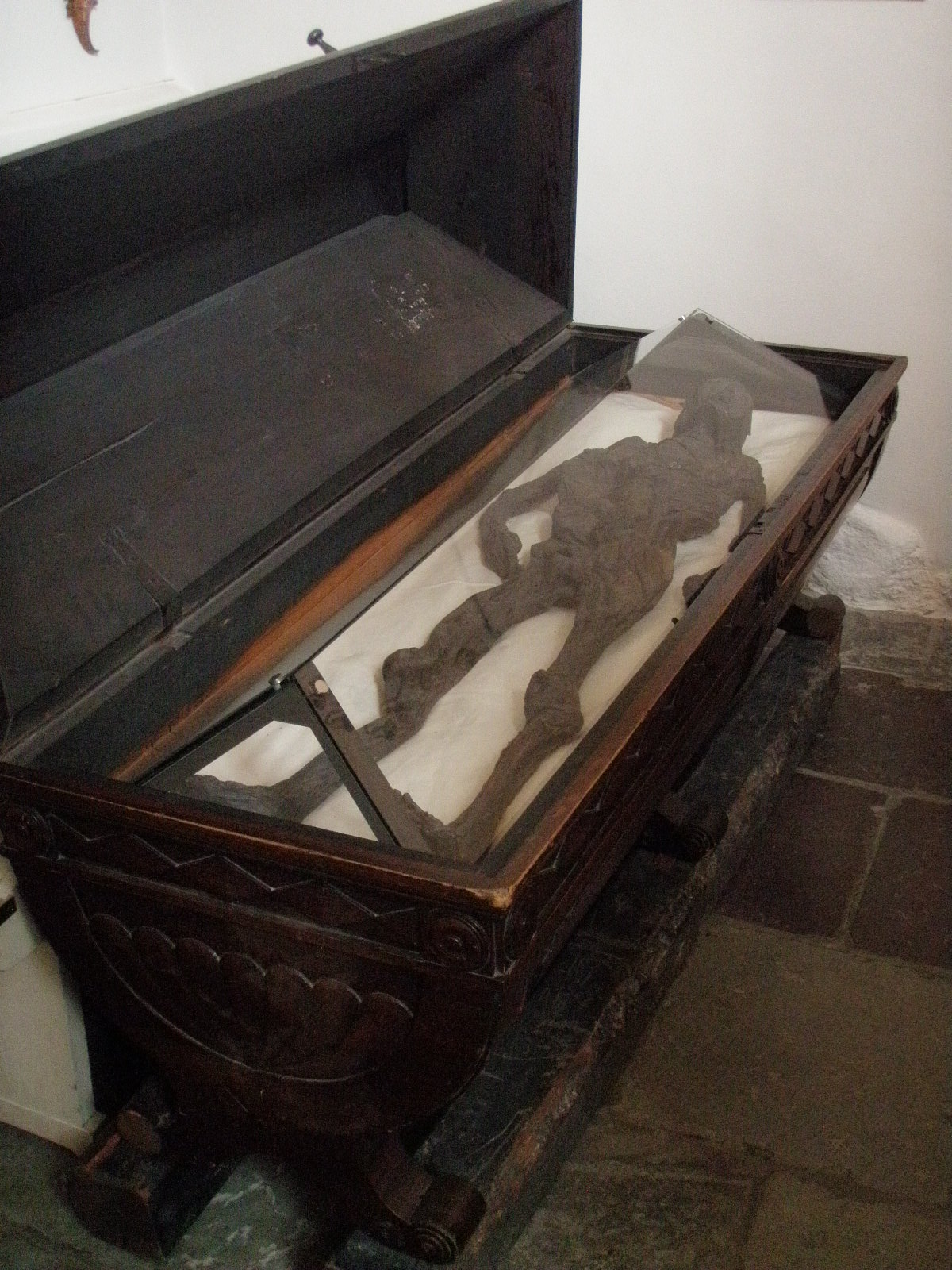
Женщина из Харальдскера, выставленная в застеклённом саркофаге в Вайле, Дания

Женщина из Харальдскера — болотное тело, найденное естественно сохранившимся в болоте в Ютландии, Дания, датированное примерно 490 г. до н. э. (доримский железный век). Рабочие обнаружили тело в 1835 году во время добычи торфа. Учёные спорили относительно возраста и личности этого хорошо сохранившегося тела до 1977 года, когда радиоуглеродный анализ определил окончательно, что её смерть наступила около V века до н. э.. Анаэробные условия и кислоты торфяников способствовали её хорошей сохранности. Сохранился не только неповреждённый скелет, но также кожа и внутренние органы. Эта находка является одним из самых ранних болотных тел, обнаруженных и изученных археологами.
Её тело выставлено в богато украшенном застеклённом саркофаге в Культурный музей в центре города Вайле, Дания, где оно находится на постоянной экспозиции.

## Ошибочная идентификация

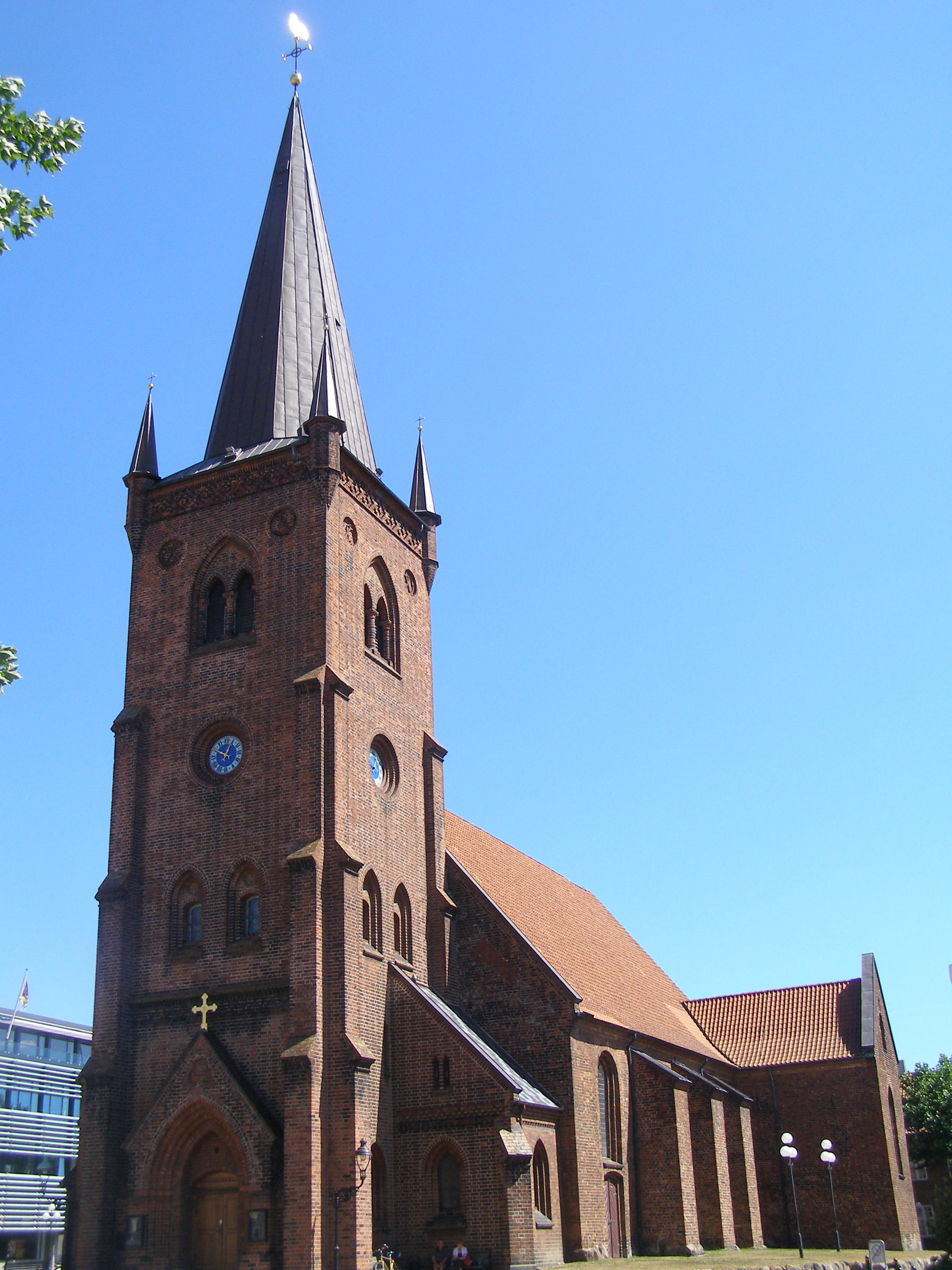
Церковь святого Николая в Вайле, Дания

После обнаружения тела ранние теории о его личности были сосредоточены на персоне норвежской королевы Гуннхильде, которая жила около 1000 г. н. э. Большинство болотных тел указывает, что потерпевший умер от насильственного убийства или ритуального жертвоприношения. Эти теории не противоречат тому, что тело могло быть брошено в болото, в отличие от захоронения в сухую землю.
Согласно «Саге о йомсвикингах» (Jomsvikinga Saga), датский король Харальд I (Харальд I Синезубый) приказал утопить королеву Гуннхильду в болоте. Основываясь на вере в её королевскую персону, король Фредерик VI велел сделать саркофаг с искусной резьбой, чтобы хранить в нём её тело.
Это бережное отношение к останкам женщины из Харальдскера объясняет отличное состояние сохранности трупа. И наоборот, человек из Толлунда, открытый позднее, не был должным образом сохранён, и большая часть его тела была потеряна.
В 1842 году молодой датский археолог Йенс Якоб Асмуссен Ворсае не согласился, что женщина из Харальдскера была Гуннхильдой. Пионер в археологической стратиграфии, Ворсае представил доказательства, что женщина из Харальдскера датируется доримским железным веком. Позже радиоуглеродный анализ подтвердил, что тело принадлежит не Гуннхильде, а женщине начала доримского железного века, которая жила около 490 г. до н. э. Хотя никто не доказал, что женщина из Харальдскера принадлежит к какому-либо царскому роду, её тело находится в северном трансепте Церкви Святого Николая, Вайле.

## Подробности

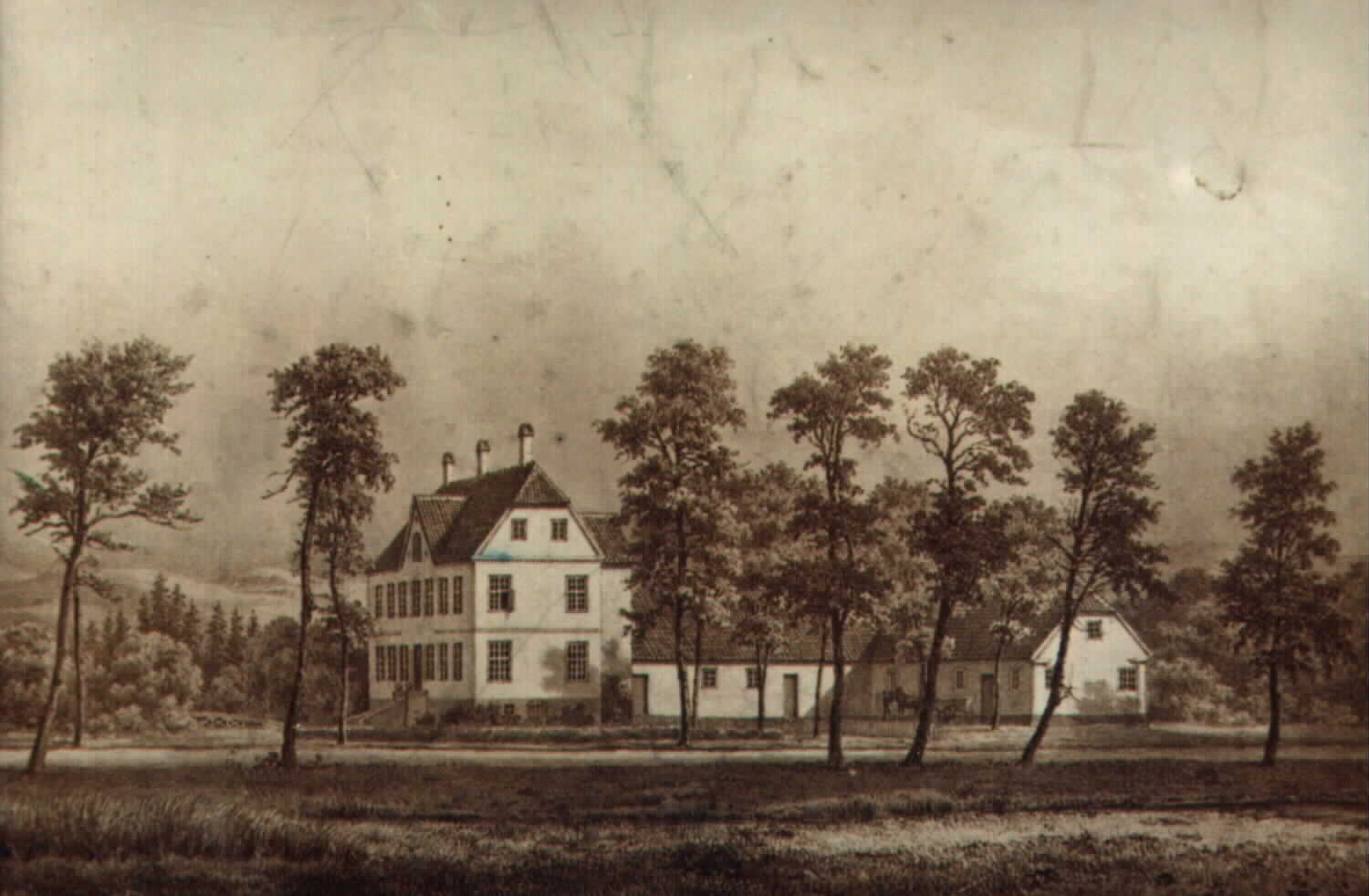
Харальдскер в 1857 году

Землекопы обнаружили тело женщины из Харальдскера в лежачем положении в отличном состоянии сохранности. Её одежда, состоявшая из кожаной накидки и трёх шерстяных предметов одежды, была размещена на верхней части её тела. Кожная оболочка и внутренние органы были невредимыми. Тело имело небольшое колотое ранение в области коленного сустава, где какой-то предмет (возможно, один из острых колов) проник в глубину. Её кожа была бронзовой с ясным тоном кожи за счёт дубильных веществ в торфе, а все суставы тела были покрыты кожей в такой степени, будто она умерла лишь недавно. Врачи определили, что она была возрастом около 50 лет, когда умерла, и находилась в добром здравии без признаков дегенеративных заболеваний (таких как артрит), которые обычно встречаются у человеческих останков этого возраста.

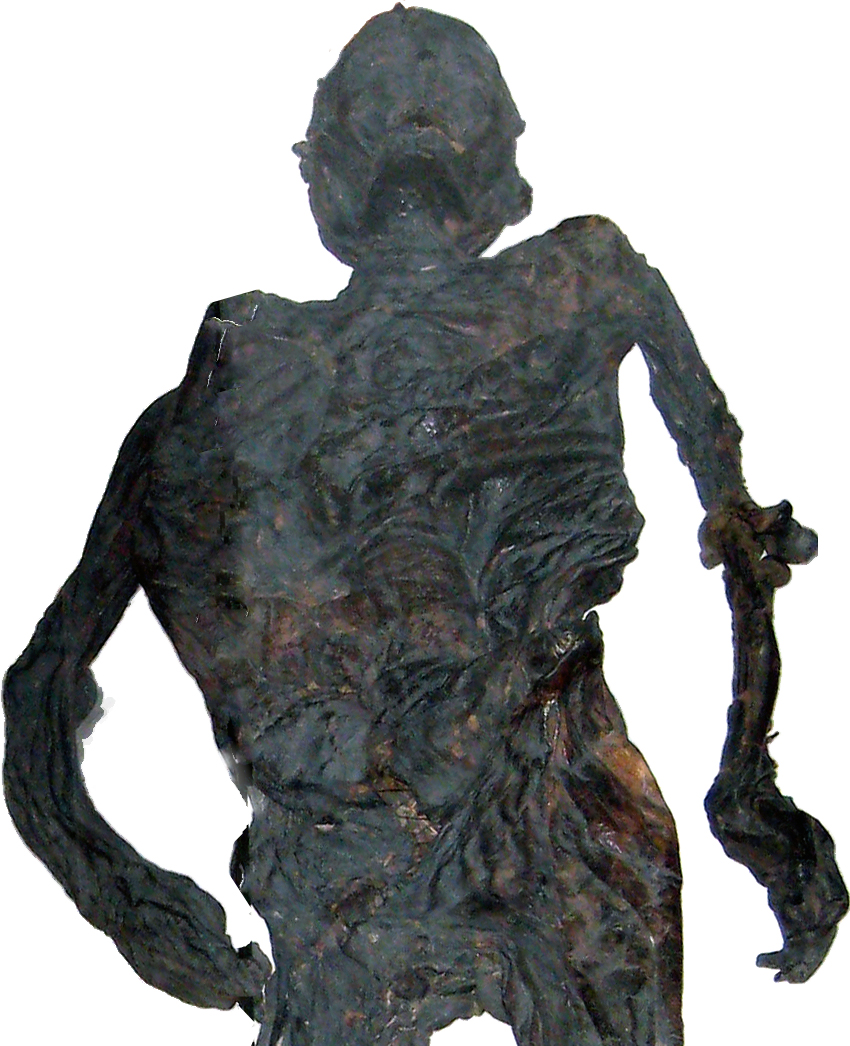
Тело женщины из Харальдскера

В 1979 году врачи в больнице города Орхус провели дальнейшую судебно-медицинскую экспертизу женщины из Харальдскера. К этому времени тело высохло, сморщилось, а кожа стала жёсткой, сильно морщинистой и складчатой. Компьютерная томография черепа более точно определила, что её возраст составлял около 40 лет на момент смерти. Измеренная высота тела составила только 1,33 м, но врачи использовали первые описания 1835 года и оценили, что она имела рост около 1,5 м.
В 2000 году Лон Хвасс из музея города Хельсингер, Миранда Олдгаус-Грин из университета Кардиффа и Отдел судебной медицины в университете Орхуса совершили повторное обследование женщины из Харальдскера. Судебный анализ показал содержание желудка — неочищенное просо и ежевику. Её шея имела слабо заметный желобок, будто кто-то применял к ней верёвку для пыток или удушения. Учёные пришли к выводу, что болотные кислоты вызвали отёк коленного сустава и что женщина была, вероятно, уже мертвой, прежде чем ветви прижали её вниз. По причине её тщательного размещения и того факта, что кремация была господствующим способом погребения в этот период в Ютландии, эксперты определили, что женщина из Харальдскера стала жертвой ритуального жертвоприношения.